# Episodi di Mr. Sunshine (serie televisiva 2011)
La prima ed unica stagione di Mr. Sunshine è stata trasmessa dal canale statunitense ABC dal 9 febbraio 2011. Il network canadese CTV ha mandato in onda i primi sei episodi in anticipo di due giorni rispetto alla programmazione americana.
In Italia la serie è andata in onda dal 27 novembre 2011 su Cielo ogni domenica alle 13.30 (per soli 2 episodi), a causa dei bassi ascolti la serie è stata sospesa; la programmazione della serie riprenderà sempre sullo stesso canale, nelle prime ore della mattinata, dal 13 febbraio 2013 replicando le 2 puntate già trasmesse precedentemente e dal 14 febbraio con le puntate in prima visione.

Logo della serie televisiva

| nº | Titolo originale     | Titolo italiano           | Prima TV USA           | Prima TV Italia  |
| -- | -------------------- | ------------------------- | ---------------------- | ---------------- |
| 1  | Pilot                | L'addio                   | 7 febbraio 2011 (CTV)  | 27 novembre 2011 |
| 2  | Employee of the Year | Il dipendente dell'anno   | 14 febbraio 2011 (CTV) | 14 febbraio 2013 |
| 3  | Heather's Sister     | Una cena per Roman        | 21 febbraio 2011 (CTV) | 23 febbraio 2013 |
| 4  | Hostile Workplace    | Un clima ostile           | inedito                | 21 febbraio 2013 |
| 5  | Crystal on Ice       | Crystal sul ghiaccio      | inedito                | 4 dicembre 2011  |
| 6  | Lingerie Football    | Appuntamento complicato   | 28 febbraio 2011 (CTV) | 20 febbraio 2013 |
| 7  | Celebrity Tennis     | Il tennis delle celebrità | 7 marzo 2011 (CTV)     | 19 febbraio 2013 |
| 8  | The Assistant        | E-mail che scottano       | 14 marzo 2011 (CTV)    | 26 febbraio 2013 |
| 9  | Ben and Vivian       | Ben e Vivian              | 23 marzo 2011 (ABC)    | 23 febbraio 2013 |
| 10 | Self Help            | Autostima                 | 30 marzo 2011 (ABC)    | 15 febbraio 2013 |
| 11 | Family business      | Affari di famiglia        | 6 aprile 2011 (ABC)    | 16 febbraio 2013 |
| 12 | Cohen and Donovan    | Un aiuto da Crystal       | inedito                | 28 febbraio 2013 |
| 13 | The Best Man         | Un matrimonio movimentato | inedito                | 28 febbraio 2013 |